# アパートメント (1996年の映画)
『アパートメント』（原題：L'Appartement）は、1996年に公開されたジル・ミモーニ監督のフランス・スペイン・イタリア合作映画。
2004年には、ポール・マクギガン監督、ジョシュ・ハートネット主演のリメイク作品『ホワイト・ライズ』が公開された。

## 概要
パリのアパートメントを舞台に、複雑な時間軸が交錯しながら展開していくスタイリッシュな恋愛サスペンスである。『見知らぬ乗客』『めまい』などのアルフレッド・ヒッチコック作品に影響を受けているシーンが随所に見られる。
リザが宿泊しているホテルはパリの高級ホテル「ラファエル」のプレジデンシャル・スイート、マックスとリザが待ち合わせる場所はリュクサンブール公園。撮影は、サン＝ジェルマン＝デ＝プレ教会裏手にあるウジェーヌ・ドラクロワ美術館前やペール・ラシェーズ墓地等で行われた。

## ストーリー
ニューヨークで知り合った婚約者もいる、成功したパリの商社マン、マックスは、海外出張直前、フランス・パリのカフェの公衆電話で、2年前に姿を消したかつての恋人、リザの声を聞く。
リザの影を追うマックスは、彼女のアパートメントを突き止めるが、そこに現れたのは、リザを名乗る別の女性だった。

## キャスト
| 役名       | 俳優                         |
| ---------- | ---------------------------- |
| マックス   | ヴァンサン・カッセル         |
| リザ       | モニカ・ベルッチ             |
| アリス     | ロマーヌ・ボーランジェ       |
| リュシアン | ジャン・フィリップ・エコフィ |
| ミリュエル | サンドリーヌ・キベルラン     |

## 補足事項
- ヴァンサン・カッセルとモニカ・ベルッチは本作を通じて知り合い、1999年に結婚、2013年に離婚した。
- リザとアリスが演じているのは、ウィリアム・シェイクスピア作品の喜劇『夏の夜の夢』。
- 冒頭の3つの指輪は、マックスの前に現れる3人の女性を表わしている。
- 劇中、マックスとリザのダンスシーンに流れるのは、シャルル・アズナヴールの『Le tamps』。
- マックスがリュシアンから借りる車は、シトロエンDSである。